# Discografia de Bow Wow
A discografia do rapper estadunidense Bow Wow consiste em seis álbuns de estúdio, vinte e seis singles, cinquenta e um Videoclipes e sete mixtapes.
Em sua carreira, Bow Wow teve três hits no top das paradas de pico da Billboard 100 Hot. Ele já vendeu mais de 10 milhões de cópias e 14 milhões de ativos digitais em todo o mundo.

## Álbuns

### Álbuns de estúdio
| Título                                                                           | Detalhes | posições nas paradas de pico | posições nas paradas de pico | posições nas paradas de pico | posições nas paradas de pico | posições nas paradas de pico | posições nas paradas de pico | posições nas paradas de pico | posições nas paradas de pico | posições nas paradas de pico | posições nas paradas de pico | Vendas          | certificações                                 |
| Título                                                                           | Detalhes | US                           | US R&B                       | US Rap                       | AUS                          | FRA                          | GER                          | NLD                          | NZ                           | SWI                          | UK                           | Vendas          | certificações                                 |
| -------------------------------------------------------------------------------- | --- | ---------------------------- | ---------------------------- | ---------------------------- | ---------------------------- | ---------------------------- | ---------------------------- | ---------------------------- | ---------------------------- | ---------------------------- | ---------------------------- | --------------- | --------------------------------------------- |
| Beware of Dog                                                                    | - Lançado: 26 de setembro de 2000 - Gravadora: So So Def , Columbia - Formatos: CD , CS , LP, download digital           | 8                            | 3                            | —                            | 36                           | 41                           | 61                           | 66                           | 21                           | 34                           | 79                           | - US: 2,700,000 | - RIAA: 2× Platina - MC: Platina - RMNZ: Ouro |
| Doggy Bag                                                                        | - Lançado: 18 de dezembro de 2001 - Gravadora: So So Def,Columbia - Formatos: CD, CS, download digital                   | 11                           | 2                            | —                            | —                            | —                            | —                            | —                            | —                            | —                            | —                            | - US: 1,100,000 | - RIAA: Platina                               |
| Unleashed                                                                        | - Lançamentos: 22 de julho de 2003 - Gravadora: So So Def,Sony Music , Columbia - Formatos: CD, CS, download digital     | 3                            | 4                            | —                            | —                            | —                            | —                            | —                            | —                            | —                            | —                            | - US: 774,000   | - RIAA: Ouro                                  |
| Wanted                                                                           | - Lançamentos: 12 de julho de 2005 - Gravadora: Columbia, Sony Music - Formatos: CD, LP, download digital                | 3                            | 1                            | 1                            | 80                           | 107                          | —                            | —                            | —                            | —                            | 164                          | - US: 958,000   | - RIAA: Platina                               |
| The Price of Fame                                                                | - Lançado: 19 de dezembro de 2006 - Gravadora: BPN entretenimento, Columbia, Sony Music - Formatos: CD, download digital | 6                            | 2                            | 2                            | —                            | —                            | —                            | —                            | —                            | —                            | —                            | - US: 500,000   | - RIAA: Ouro                                  |
| New Jack City II                                                                 | - Lançado: 31 de março de 2009 - Gravadora: BPN entretenimento, Columbia, Sony Music - Formatos: CD, download digital    | 16                           | 5                            | 2                            | —                            | —                            | —                            | —                            | —                            | —                            | —                            | - US: 30,944    |                                               |
| "—" denota um título que não tenha entrado na tabela musical do respectivo país. | |                              |                              |                              |                              |                              |                              |                              |                              |                              |                              |                 |                                               |

#### Álbuns de colaboração
| Título                 | Detalhes                                                                                                 | posições nas paradas de pico | posições nas paradas de pico | posições nas paradas de pico | Certificações |
| Título                 | Detalhes                                                                                                 | US                           | US R&B                       | US Rap                       | Certificações |
| ---------------------- | --- | ---------------------------- | ---------------------------- | ---------------------------- | ------------- |
| Face Off (com Omarion) | - Lançado: 11 de dezembro de 2007 - Gravadora: Columbia, RCA , Sony BMG - Formatos: CD, download digital | 11                           | 2                            | 1                            | - RIAA: Ouro  |

### Mixtapes
| Título                    | Detalhes                                                                                  |
| ------------------------- | ----------------------------------------------------------------------------------------- |
| Half Man, Half Dog Vol. 1 | - Lançado: 22 de novembro de 2008 - Gravadora: Self-Released - Formato: Download Digital  |
| Half Man, Half Dog Vol. 2 | - Lançado: 10 de fevereiro de 2009 - Gravadora: Self-Released - Formato: Download Digital |
| The Green Light           | - Lançado: 24 de agosto de 2009 - Gravadora: Self-Released - Formato: Download Digital    |
| Greenlight 2              | - Lançado: 03 de janeiro de 2010 - Gravadora: Self-Released - Formato: Download Digital   |
| Greenlight 3              | - Lançado: 03 de outubro de 2010 - Gravadora: Self-Released - Formato: Download Digital   |
| Greenlight 4              | - Lançado: 19 de agosto de 2011 - Gravadora: Self-Released - Formato: Download Digital    |
| I'm Better Than You       | - Lançado: 27 de setembro de 2011 - Gravadora: Cash Money - Formato: Download Digital     |
| Greenlight 5              | - Lançado: 09 de março de 2013 - Gravadora: Cash Money - Formato: Download Digital        |

## Singles
- 2000 "Bounce With Me"
- 2000 "Ghetto Girls"
- 2000 "Bow Wow (That's My Name)" (com Snoop Dogg)
- 2003 "Let's Get Down" (com Baby Aka Birdman)
- 2003 "My Baby" (com Jagged Edge)
- 2005 "Let Me Hold You" (com Omarion)
- 2005 "Like You" (com Ciara)
- 2005 "I Think They Like Me (Remix)"
- 2005 "Fresh Azimiz" (com Jermaine Dupri & J-Kwon)
- 2006 "Shortie Like Mine (com Chris Brown)
- 2007 "Outta My Sistem" (com T-Pain)
- 2008 "I'm A Flirt" (com R. Kelly)
- 2008 "Marco Polo" (com Soulja Boy Tell'Em)
- 2009 "Roc The Mic" (com Jermaine Dupri)
- 2009 "You Can Get It All" (com Johnta Austin)
- 2009 "Pole In My Basement"
- 2010 "Put That On My Hood" (com Sean Kingston)
- 2010 "Ain't Thinking About You" (com Chris Brown)
- 2010 " This Is My House"
- 2011 "Every Other"
- 2012 " Pretty Lady"Referências

1. 1 2  https://web.archive.org/web/20150513010643/http://www.cashmoney-records.com/artists/bow-wow/. Arquivado do original em 13 de maio de 2015 Em falta ou vazio |título= (ajuda)
2. 1 2 3
3. 1 2 3 4